# Edvaldo Della Casa
Edvaldo Della Casa (Santos, 5 de setembro de 1974) é um treinador de futebol ítalo-brasileiro, atualmente em Portugal cursando mestrado em Psicologia do Esporte e Desenvolvimenoto Humano na Universidade do Porto.
Formado em Educação Física na Faculdade de Educação Física de Santos (FEFIS) e Pós Graduado em Psicologia do Esporte pela Universidade Cândido Mendes (Rio de Janeiro), "Della Casa", como é chamado no meio futebolístico, vem desde 2006 desenvolvendo um bom trabalho como Treinador em todas as equipes por onde passa.
Sua ultima passagem dentro das quatro linhas foi nas categorias de base (formação) no FC Luzern da Suíça, após ser treinador do FC Breitenrain (Serie C) e das categorias de base do BSC Young Boys. 

## Carreira como Treinador
Detentor da licença de Treinador Européia UEFA A desde 2011, formado pela Associação Brasileira de Treinadores de Futebol (ABTF), Treinador COERVER, além de possuir outros Diplomas e licenças em áreas esportivas, psicológicas e pedagógicas, Della Casa iniciou sua carreira no modesto SC Derendingen na 5° divisão Suíça, em 2006.
Nos dois anos seguintes, progressivamente, esteve a frente do FC Bellach, levando a equipe à promoção invicta em toda a temporada, seguidos por mais dois anos de relativo sucesso no SV Lyss em Berna, antes de dar o definitivo salto rumo ao profissionalismo no FC Wangen bei Olten[ligação inativa], onde conquistou a melhor colocação da equipe nos últimos anos.
Depois disso passou ainda pelo FC Grenchen, FC Breitenrain (3° Colorado na Serie C Suíça) e nas categorias de base do FC Luzern, onde ajudou a desenvolver diversos atletas que hoje se encontram em grandes clubes da Europa.
| Equipe         | Período(Início) | Período(fim) | País | Posição                       |
| -------------- | --------------- | ------------ | ---- | ----------------------------- |
| FC Luzern      | 01.07.2017      | 30.06.2020   |      | Treinador (Categoria de base) |
| FC Breitenrain | 01.07.2014      | 30.06.2016   |      | Treinador                     |
| BSC Young Boys | 01.07.2014      | 30.06.2016   |      | Treinador (Categoria de base) |
| FC Grenchen    | 01.08.2013      | 30.06.2014   |      | Treinador                     |
| FC Wangen      | 01.07.2012      | 30.06.2013   |      | Treinador                     |
| SC Reiden      | 01.04.2012      | 30.06.2012   |      | Supervisor                    |
| SV Lyss        | 01.07.2010      | 31.12.2011   |      | Treinador                     |
| FC Bellach     | 01.07.2008      | 30.06.2010   |      | Treinador                     |
| SC Derendingen | 01.07.2007      | 30.06.2008   |      | Treinador                     |
| SC Derendingen | 01.01.2007      | 30.06.2007   |      | Assistente Técnico            |

## Carreira como Jogador

### Base
- Jabaquara AC - 1993 - Brasil
- AA Portuguesa Santista - 1994 - Brasil

### Profissional
- EC Comercial - 1996 - Brasil
- Independente FC - 1996 - Brasil
- FC Grenchen - 1997~1999 + 2001 - Suíça
- ASIM FC - 2000 - França
- FC Olten - 2002/2003 - Suíça
- FC Langenthal - 2003/2004 - Suíça
- FC Klus-Basthal - 2004/2005 - Suíça
- SC Derendingen - 2005/2006 - Suíça